# یوشی هیرو اوکومورا
یوشی هیرو اوکومورا (انگلیسی: Yoshihiro Okumura؛ زادهٔ ۹ مهٔ ۱۹۸۳) شناگر اهل ژاپن است.